# 喜多村久通
喜多村 久通（きたむら ひさみち）は、江戸時代中期の弘前藩士。

## 生涯
享保11年（1726年）元服した。その際「長命」より「監物」とした。享保14年（1729年）、父・喜多村政方の死を受け家督を継ぎ、翌享保15年（1730年）9月に結婚した。しかし、元文3年（1738年）2月に妻・そねと弟・久域（後の建部綾足）の密通が露呈し、妻とは離縁、久域は弘前を離れた。そねは翌年死亡。
元文4年（1739年）、表書院番頭から用人兼帯となり、寛保2年（1742年）5月に家老となった。同時に津軽姓も許可された。延享2年（1745年）10月、お役御免となり蟄居した。その際「鳥追いしかかしの果や壁のへた」という句を残している。翌延享3年（1746年）、蟄居を解かれたが、隠居となり、家督200石は召し上げとなった。和歌を嗜み、風流人であった。